# Moisville
Moisville é uma comuna francesa na região administrativa da Normandia, no departamento de Eure. Estende-se por uma área de 6,86 km². Em 2010 a comuna tinha 238 habitantes (densidade: 34,7 hab./km²).